# Diminution
Unter Diminution (von lateinisch deminuere ‚verringern‘ bzw. diminuere ‚zerspalten‘) versteht man in der Musik verschiedene Sachverhalte, die sich begriffsgeschichtlich entweder auf die zeitliche Verkürzung bzw. Verkleinerung von Notenwerten oder die Aufteilung längerer Töne in umspielende Figurationen beziehen.

## Formen der Diminution

### Diminution als Verkürzung von Notendauern
Ausgehend vom lateinischen deminuere ‚verringern‘ bezeichnet Diminution in der Mensuralnotation des 15. und 16. Jahrhunderts die proportionale Verkürzung bei der Ausführung von Notenwerten. Die Halbierung der Ausführungsdauer eines Notenwertes (Diminutio simplex) wurde in der Notation z. B. durch das senkrechte Durchstreichen des zwei- oder dreizeitigen Mensurzeichens (Kreis bzw. Halbkreis) angezeigt. Diese Praxis hat sich im alla-breve-Zeichen erhalten.
In der Musik der Klassik gehört die nicht mehr durch eine Proportionsvorzeichnung, sondern durch kleinere Notenwerte dargestellte Diminution (z. B. von halben Noten zu Viertelnoten) zu den elementaren Verarbeitungsmöglichkeiten „motivischer Arbeit“.
Werden Notenwerte vergrößert, spricht man von Augmentation.

### Diminution als Variationstechnik
Im Sinne des lateinischen diminuere ‚zerspalten‘ wird Diminution auch zur Bezeichnung einer Variationstechnik gebraucht, bei der längere Notenwerte in kleinere Notengruppen aufgelöst und melodisch umspielt werden. Die Diminution war in der Musik der Renaissance und des Barock ein wichtiges Element der improvisierten Variation und wurde in zahlreichen Lehrwerken abgehandelt. Eine der Formen, die sich der Diminution bedient, ist das Double.